# Zenaida graysoni
La tórtola de Socorro, paloma de Socorro, zenaida de Socorro o huilota de isla Socorro (Zenaida graysoni) es una rara especie de tórtola mexicana del género Zenaida. Endémica de la isla Socorro, en México, esta paloma fue vista por última vez en libertad en 1972; actualmente su población total no pasa de los 200 ejemplares en cautividad.

## Descripción
La paloma del Socorro es una paloma de tamaño mediano, principalmente terrestre, con patas largas para una paloma zenaida. Mide de 26,5 a 34 cm (10,4 a 13,4 pulgadas) de largo y pesa 190 g en promedio. En el patrón de color general, coincide con sus parientes. Se considera que es un representante insular de color más fuerte de la paloma de luto. El macho es de color canela oscuro en la cabeza y las partes inferiores, con una franja de orejas como sus parientes. La nuca es de color gris azulado y el cuello tiene una mancha rosa iridiscente, más prominente después de la muda. Las partes superiores son de color marrón rojizo. La coloración femenina y juvenil es ligeramente más apagada. Las diferencias más conspicuas con la paloma de luto, coloración más oscura y patas más desarrolladas, fueron útiles en medio de la roca de lava oscura y los bosques sombríos de su isla natal, donde los mamíferos depredadores nativos estaban ausentes pero las amenazas constantes de los halcones de cola roja y los grandes. las fragatas estaban presentes. La llamada publicitaria comienza con un arrullo disilábico, seguido de tres llamadas simples, y termina con otro arrullo disilábico: "Coo-oo, OO, OO, OO, Coo-oo". Cada uno de estos 5 elementos tarda un poco menos de un segundo.
La árida y bastante árida isla Clarión, a unos 400 km (250 millas) al oeste de Socorro, tiene una subespecie endémica de la paloma de luto, Zenaida macroura clarionensis. Estas aves tienen una apariencia más o menos intermedia entre la paloma del Socorro y las palomas de luto del continente. Es muy probable que representen una colonización posterior por las palomas de luto (en lugar de una cepa anterior), que evolucionó su fenotipo de forma independiente pero en paralelo con las aves del Socorro. Esto significaría que la depredación de las grandes aves fragatas es lo suficientemente significativa como para seleccionar un oscurecimiento del plumaje, ya que estos son los únicos depredadores de Z. m. clarionensis. En una isla semidesértica como Clarión, se esperaría que las aves evolucionen hacia un plumaje más claro, para soportar mejor el calor y la falta de fuentes confiables de agua dulce, de acuerdo con la Regla de Gloger .
El límite superior de elevación de las palomas es de 950 m.

## Extinción en la naturaleza
Se cree que la paloma del Socorro fue extirpada principalmente por gatos salvajes, pero los altos niveles de pastoreo de ovejas en el sotobosque podrían haber limitado la población. La caza humana podría haber reducido temporalmente el número, aunque existen pocos asentamientos permanentes en Socorro. Los gatos se introdujeron aparentemente a principios de la década de 1970. No parecen haber estado presentes en 1953.
La especie no se reproduce menos voluntariamente en cautiverio que otras palomas Zenaida, siempre que se aborden sus diferentes necesidades ecológicas. La mayoría de las aves supervivientes se encuentran en zoológicos y otras instalaciones en Alemania y Estados Unidos. El 30 de octubre de 2006, la paloma Socorro fue criada con éxito en el Zoológico de Londres. El pájaro se llamaba "Arnie", en honor a Arnold Schwarzenegger, en referencia a su famosa frase "I'll be back" (en la isla Socorro), aunque posteriormente se descubrió que Arnie era hembra. Se espera que algún día pronto los descendientes de Arnie y sus parientes puedan ser reintroducidos en la naturaleza. A principios de 2006, se estaba preparando para eliminar las ovejas y eliminar los gatos de la isla. Mientras tanto, con el mantenimiento de las aves restantes, se está proporcionando población para la reintroducción.

## Esfuerzos de reintroducción
Para proteger a estas aves y reintroducirlas en la naturaleza, han germinado varios esfuerzos de reintroducción y conservación. En 1994, la isla nativa de las aves de Socorro fue declarada reserva de la biosfera. Además, dado que el número de aves en cautiverio es solo ligeramente superior a 100, varias asociaciones han iniciado programas de reproducción. Estos incluyen la Asociación Europea de Zoológicos y Acuarios (EAZA), así como zoológicos en Frankfurt y Colonia. En 2013, el programa de cría fue introducido con éxito en México por la EAZA en colaboración con varias agencias gubernamentales como la SEMAR, SEMARNAT y la Armada de México. En 2013, seis palomas fueron llevadas al African Safari en México, la primera vez desde su extinción en Socorro que las palomas han sido llevadas a suelo mexicano.

## Acciones específicas
El plan original era reintroducir las aves en México en 2008, pero se retrasó debido a restricciones y permisos de importación. Se mantuvo bajo resguardo un grupo de individuos viables en los EE. UU., hasta que finalmente fueron transferidos a México en 2013. En 2005 se esbozaron planes para evaluar el nivel de erosión del suelo en Socorro como resultado de la pérdida de vegetación. En 2010, mediante el uso de la caza y la telemetría, todas las ovejas fueron erradicadas de la isla. Actualmente, el problema de los gatos y los ratones domésticos aún no se ha resuelto en la isla Socorro. Paludismo aviar y tricomoniasis se detectaron durante las cuentas de otras poblaciones de palomas en islas vecinas en diciembre de 2003 y enero de 2004. Como resultado, se formularon recomendaciones para la protección de la población de reintroducción. En 2008, los zoológicos de Edimburgo y Paignton enviaron 12 polluelos de su programa de cría al zoológico de Albuquerque como parte del esfuerzo de agregación colectiva. En 2006, hubo un brote de influenza aviar en Europa y, por lo tanto, se enviaron 12 palomas al Parque Biológico de Albuquerque para crear una población de reserva separada. La construcción de aviarios en la isla Socorro comenzó en 2003 y finalizó en 2005.
Además de los esfuerzos para controlar gatos, ratones y otros animales en la isla Socorro, también se están realizando esfuerzos para controlar los enjambres de langostas en la isla. Los brotes de Schistocerca piceifrons se han producido al menos dos veces al año en la isla desde 1994 y han provocado daños en las flores y la vegetación nativas